# Deutsche Jugend aus Russland

Logo der Deutschen Jugend aus Russland

Die Deutsche Jugend aus Russland e. V. (DJR) ist ein freiheitlich demokratischer, überparteilicher und überkonfessioneller Jugendverband. Gegründet wurde die DJR als Interessenvertretung junger Zuwanderer aus den Nachfolgestaaten der Sowjetunion, besonders der Migranten, die nach dem Zweiten Weltkrieg im Verlaufe einiger Jahrzehnte als Russlanddeutsche nach Deutschland übergesiedelt sind.
Auf Grund der komplizierten sozialen und kulturellen Strukturen der Zuwanderergruppe wandelte sich die DJR zu einem offenen Jugendverband, der die Nöte und Belange aller Migranten, unabhängig von ihrem Hintergrund, vertritt. Die Bundesgeschäftsstelle der DJR befindet sich in Stuttgart. In Stuttgart, Berlin und Frankfurt sind die größten Kreisverbände organisiert, mit jeweils ca. 1.000 Mitgliedern. Nach eigenen Angaben ist der Verband in 9 Bundesländern und 42 Kreisen aktiv.

## Aufgaben und Ziele
Die DJR sieht sich nach eigenen Angaben als Interessenvertretung, Hilfsorganisation und Kulturverein aller Zuwanderer aus den Ländern der ehemaligen Sowjetunion. Hier sind Russlanddeutsche, Aussiedler, Asylbewerber oder Kontingentsflüchtlinge zu nennen. Hauptanliegen der DJR ist die Schaffung günstiger Rahmenbedingungen für die Integration in die deutsche Gesellschaft auf sozialer, politischer und kultureller Ebene.
Diese Ziele versucht die DJR über eine Hilfe zur Selbsthilfe zu erreichen, indem die Jugendlichen befähigt werden, diverse Angebote selbstständig zu entwickeln. Dem Konzept des Empowerments nach, erfahren die Jugendlichen dabei positive Erfahrungen, die die Jugendlichen stärken, ohne Gewalt, Drogen oder Kriminalität zu bestehen.
Die Angebote bestehen zumeist aus Kulturelle Veranstaltungen Gruppen- und Freizeitangeboten, Informations- und Integrationsseminare, Sport- und Kulturprojekten, Begegnungsabenden oder Beratung und Hilfe bei persönlichen, schulischen und beruflichen Fragen und Problemen.
Die Arbeit wird fast ausschließlich auf ehrenamtlicher Basis durchgeführt und sieht vor allem die Kooperation mit allen Trägern der Integrations- und Jugendarbeit und Einbindung der eigenen Angebote in das kommunale Gemeinwesen vor.

## Bundesvorstand
- Roman Ramenski, 1. Vorsitzender
- Philipp Grünwald, 2. Vorsitzender
- Olga Zhus
- Agatha Kim
- Sebastian Bach
- Andriy Polishchuk
- Maxim Stäbler